# Persone di nome Phillip
| Questa pagina contiene informazioni ricavate automaticamente dalle voci biografiche con l'ausilio del template Bio e di un bot. L'aggiornamento è periodico e automatico e ricostruisce completamente la pagina. Se manca una persona in questa lista, sei pregato di non aggiungerla, ma accertati piuttosto che la sua voce biografica contenga il template Bio e che i dati anagrafici siano correttamente compilati. Se il template Bio manca, inseriscilo tu stesso o, in alternativa, metti l'avviso {{tmp\|Bio}} che ne segnala la mancanza. Se i dati riportati sono sbagliati, correggi direttamente la voce biografica; le modifiche saranno visibili in questa lista entro pochi giorni. Per chiarimenti vedi il progetto antroponimi. La lista contiene solo le 98 persone che sono citate nell'enciclopedia e per le quali è stato implementato correttamente il template Bio. Pagina aggiornata al 22 lug 2025. |

Questa è una lista di persone presenti nell'enciclopedia che hanno il nome Phillip, suddivise per attività principale.

## Allenatori di calcio(4)
- Phil Bardsley, allenatore di calcio e ex calciatore scozzese (Salford, n. 1985)
- Phillip Cocu, allenatore di calcio e ex calciatore olandese (Eindhoven, n. 1970)
- Phillip Gyau, allenatore di calcio, ex calciatore e ex giocatore di beach soccer statunitense (Silver Spring, n. 1966)
- Phillip Omondi, allenatore di calcio e calciatore ugandese (Tororo, n. 1957 - † 1999)

## Allenatori di hockey su ghiaccio(1)
- Phil Housley, allenatore di hockey su ghiaccio e ex hockeista su ghiaccio statunitense (Saint Paul, n. 1964)

## Ambientalisti(1)
- Philip Heselton, ambientalista e scrittore britannico (Hitchin, n. 1946)

## Astronomi(1)
- Jim Peebles, astronomo canadese (Winnipeg, n. 1935)

## Attori(11)
- Phillip Alford, attore statunitense (Gadsden, n. 1948)
- Phillip Glasser, attore e produttore cinematografico statunitense (Los Angeles, n. 1978)
- Phillip P. Keene, attore statunitense (n. 1966)
- Phil LaMarr, attore e doppiatore statunitense (Los Angeles, n. 1967)
- Phill Lewis, attore statunitense (Arua, n. 1968)
- Phil Morris, attore e doppiatore statunitense (Iowa City, n. 1959)
- Phillip Paley, attore statunitense (Los Angeles, n. 1963)
- Phillip Pine, attore statunitense (Hanford, n. 1920 - Las Vegas, † 2006)
- Phillip Reed, attore statunitense (New York, n. 1908 - Los Angeles, † 1996)
- Phillip Rhee, attore e artista marziale statunitense (San Francisco, n. 1960)
- Phillip Van Dyke, attore statunitense (San Francisco, n. 1984)

## Batteristi(2)
- Pip Pyle, batterista e compositore inglese (Sawbridgeworth, n. 1950 - Parigi, † 2006)
- Phil Rudd, batterista australiano (Melbourne, n. 1954)

## Calciatori(7)
- Phillip Berry, calciatore britannico (n. 1982)
- Phillip Mango, calciatore e giocatore di calcio a 5 salomonese (Honiara, n. 1995)
- Phillip Menzel, calciatore tedesco (Kiel, n. 1998)
- Phil O'Donnell, calciatore scozzese (Bellshill, n. 1972 - Motherwell, † 2007)
- Phillip Shearer, ex calciatore britannico (n. 1973)
- Phillip Tinney, ex calciatore inglese (Liverpool, n. 1945)
- Phillip Tisson, calciatore santaluciano (n. 1985 - Brooklyn, † 2010)

## Canottieri(1)
- Phillip Wilson, canottiere neozelandese (Wellington, n. 1996)

## Cantanti(1)
- Phil Mogg, cantante britannico (Londra, n. 1948)

## Cantautori(2)
- Phillip Phillips, cantautore statunitense (Albany, n. 1990)
- Phil Vassar, cantautore statunitense (Lynchburg, n. 1964)

## Cavalieri(1)
- Phillip Dutton, cavaliere australiano (Nyngan, n. 1963)

## Cestisti(19)
- Phil Bond, ex cestista statunitense (Louisville, n. 1954)
- Phillip Carr, cestista statunitense (Raleigh, n. 1995)
- Phil Fayne, cestista statunitense (Elk Grove, n. 1997)
- Phil Goss, ex cestista e allenatore di pallacanestro statunitense (Temple Hills, n. 1983)
- Phil Greene, cestista statunitense (Chicago, n. 1992)
- Phil Henderson, cestista statunitense (Chicago, n. 1968 - Manila, † 2013)
- Phil Hicks, ex cestista statunitense (Chicago, n. 1953)
- Phil Jones, ex cestista statunitense (Nashville, n. 1985)
- Phill Jones, ex cestista neozelandese (Christchurch, n. 1974)
- Phillip Lockett, ex cestista statunitense (Livingston, n. 1959)
- Phil Martin, cestista statunitense (Jackson, n. 1928 - Dallas, † 2008)
- Phillip Nolan, ex cestista statunitense (Milwaukee, n. 1993)
- Phillip Ramelli, ex cestista statunitense (New Orleans, n. 1981)
- Phil Sellers, cestista statunitense (Brooklyn, n. 1953 - Livingston, † 2023)
- Phil Wagner, ex cestista statunitense (n. 1945)
- Phil Walker, ex cestista statunitense (Filadelfia, n. 1956)
- Phillip Wheeler, cestista statunitense (Rumson, n. 2002)
- Phil Woolpert, cestista e allenatore di pallacanestro statunitense (Danville, n. 1915 - Sequim, † 1987)
- Phil Zevenbergen, ex cestista statunitense (Seattle, n. 1964)

## Conduttori televisivi(1)
- Phil Donahue, conduttore televisivo, conduttore radiofonico e produttore cinematografico statunitense (Cleveland, n. 1935 - New York, † 2024)

## Crickettisti(1)
- Phillip Hughes, crickettista australiano (Macksville, n. 1988 - Sydney, † 2014)

## Culturisti(1)
- Phillip Heath, culturista statunitense (Seattle, n. 1979)

## Dirigenti d'azienda(1)
- Phil Spencer, dirigente d'azienda statunitense (Ridgefield, n. 1968)

## Esploratori(1)
- Phillip Parker King, esploratore e naturalista australiano (isola di Norfolk, n. 1791 - Sydney, † 1856)

## Genetisti(1)
- Phillip Sharp, genetista e biologo statunitense (Falmouth, n. 1944)

## Ginnasti(1)
- Phillip Sonntag, ginnasta e multiplista statunitense (Contea di Scott, n. 1878 - † 1917)

## Giocatori di football americano(14)
- Phillip Adams, giocatore di football americano statunitense (Rock Hill, n. 1988 - Rock Hill, † 2021)
- Phillip Andersen, ex giocatore di football americano danese (Copenaghen, n. 1991)
- Phillip Buchanon, ex giocatore di football americano statunitense (Streator, n. 1980)
- Phillip Daniels, ex giocatore di football americano e allenatore di football americano statunitense (Donalsonville, n. 1973)
- Phillip Dillard, ex giocatore di football americano statunitense (Tulsa, n. 1986)
- Phillip Dorsett, giocatore di football americano statunitense (Fort Lauderdale, n. 1993)
- Phillip Gaines, giocatore di football americano statunitense (Concord, n. 1991)
- Phillip Lindsay, giocatore di football americano statunitense (Denver, n. 1994)
- Phillip Merling, giocatore di football americano statunitense (Portsmouth, n. 1985)
- Phil Simms, ex giocatore di football americano statunitense (Lebanon, n. 1954)
- Phil Taylor, giocatore di football americano statunitense (Clinton, n. 1988)
- Phillip Thomas, giocatore di football americano statunitense (Bakersfield, n. 1989)
- P.J. Walker, giocatore di football americano statunitense (Elizabeth, n. 1995)
- Scooby Wright III, giocatore di football americano statunitense (Windsor, n. 1994)

## Giocatori di poker(1)
- Phil Hellmuth, giocatore di poker statunitense (Madison, n. 1964)

## Giornalisti(2)
- Phillip Adams, giornalista, produttore cinematografico e attivista australiano (Maryborough, n. 1939)
- Phillip Richardson, giornalista e scrittore britannico (Winthorpe, n. 1875 - Londra, † 1963)

## Informatici(1)
- Phil Katz, informatico statunitense (Milwaukee, n. 1962 - Milwaukee, † 2000)

## Ingegneri(1)
- Phillip Hagar Smith, ingegnere statunitense (Lexington, n. 1905 - † 1987)

## Matematici(1)
- Phillip Griffiths, matematico statunitense (Raleigh, n. 1938)

## Musicisti(1)
- Phil Lesh, musicista, bassista e cantautore statunitense (Berkeley, n. 1940 - Los Angeles, † 2024)

## Nuotatori(1)
- Phillip Seidler, nuotatore namibiano (Windhoek, n. 1998)

## Paleontologi(1)
- Phillip Vallentine Tobias, paleontologo e medico sudafricano (Durban, n. 1925 - Johannesburg, † 2012)

## Piloti motociclistici(1)
- Phil Read, pilota motociclistico britannico (Luton, n. 1939 - Canterbury, † 2022)

## Politici(3)
- Phil Bennion, politico britannico (Tamworth, n. 1954)
- Phillip Burton, politico statunitense (Cincinnati, n. 1926 - San Francisco, † 1983)
- Phil Scott, politico statunitense (Barre, n. 1958)

## Pseudoscienziati(1)
- Phillip Johnson, pseudoscienziato e saggista statunitense (Aurora, n. 1940 - Berkeley, † 2019)

## Psicologi(1)
- Phil McGraw, psicologo, autore televisivo e conduttore televisivo statunitense (Vinita, n. 1950)

## Registi(2)
- Brad Bird, regista, animatore e sceneggiatore statunitense (Kalispell, n. 1957)
- Phillip Noyce, regista australiano (Griffith, n. 1950)

## Saggisti(1)
- Isaac Bonewits, saggista statunitense (Royal Oak, n. 1949 - Valley Cottage, † 2010)

## Schermidori(1)
- Philip Reilly, ex schermidore statunitense (Newark, n. 1952)

## Sciatori alpini(1)
- Phil Mahre, ex sciatore alpino statunitense (Yakima, n. 1957)

## Scrittori(1)
- Phillip Hoose, scrittore statunitense (South Bend, n. 1947)

## Scultori(1)
- Phillip King, scultore e docente britannico (Kheredinne, n. 1934 - Londra, † 2021)

## Teologi(1)
- Phillip Blond, teologo inglese (Liverpool, n. 1966)

## Tuffatori(1)
- Phil Boggs, tuffatore statunitense (Akron, n. 1949 - Miami, † 1990)

## Wrestler(2)
- CM Punk, wrestler e ex artista marziale misto statunitense (Chicago, n. 1978)
- Damien Demento, ex wrestler e scultore statunitense (New York, n. 1958)